# Avia (rivière)
Pour les articles homonymes, voir Avia.
La rivière Avia est un affluent de la Minho de 36,7 km de long. Cette rivière est située en Espagne et prend sa source au niveau de la Sierra del Suído (es) à 880 mètres d'altitude dans le lieu-dit de Fonte Avia (municipalité d'Avión). Le fleuve forme le lac artificiel d'Albarellos, entre les municipalités de Leiro, Boborás et Avión. Après le lac, la rivière se dirige vers Boborás.

## Sources
- (en) Cet article est partiellement ou en totalité issu de l’article de Wikipédia en anglais intitulé « Avia (river) » (voir la liste des auteurs).